# Syndroom van Bloom
Het syndroom van Bloom is een zeer zeldzame, recessief overervende aandoening waarbij waarschijnlijk een reparatie- of kopieermechanisme van het DNA gestoord is, zodat de chromosomen van de patiënt gemakkelijk breken. Dit geeft aanleiding tot de volgende symptomen:
- kleine gestalte, met al voor de geboorte merkbaar achterblijven in groei. De patiënten zijn klein maar normaal geproportioneerd;
- zonlichtovergevoeligheid met verwijde bloedvaatjes in de huid (teleangiectasiën);
- versnelde veroudering;
- verhoogde kans op het ontstaan van kwaadaardige tumoren;
- vrouwen raken vroeg in de overgang; mannen zijn onvruchtbaar;
- kortere dan normale levensverwachting;
- soms een zekere mate van immuundeficiëntie;

De intelligentie is meestal normaal. Bij zwangerschap van een patiënte bestaat er een verhoogde kans op vroeggeboorte.
Het is een zeldzame tot zeer zeldzame erfelijke ziekte (in Nederland minder dan tien bekend, in de VS 170 gevallen beschreven) die wat vaker dan gemiddeld voorkomt bij Joden van Asjkenazische afkomst, maar ook daar zeer zeldzaam is. De New Yorkse dermatoloog David Bloom beschreef de aandoening voor het eerst in 1954. De ziekte komt iets vaker voor bij jongens dan meisjes (1,3:1).

## Oorzaak op moleculair niveau
Een fout in het gen genaamd BLM, gelokaliseerd op chromosoom 15q26.1. Het normale eiwit dat door dit gen wordt gecodeerd, is werkzaam bij DNA-reparatie en heeft helicase-activiteit. Bij de patiënten treedt versterkt uitwisseling van chromosoomfragmenten onderling op.

## Behandeling
De ziekte is niet behandelbaar; het is aan te raden zonlichtblootstelling te vermijden en bij ongewone symptomen eerder dan normaal aan een mogelijk kwaadaardige oorzaak te denken.